# Association historique de la Maison-Blanche

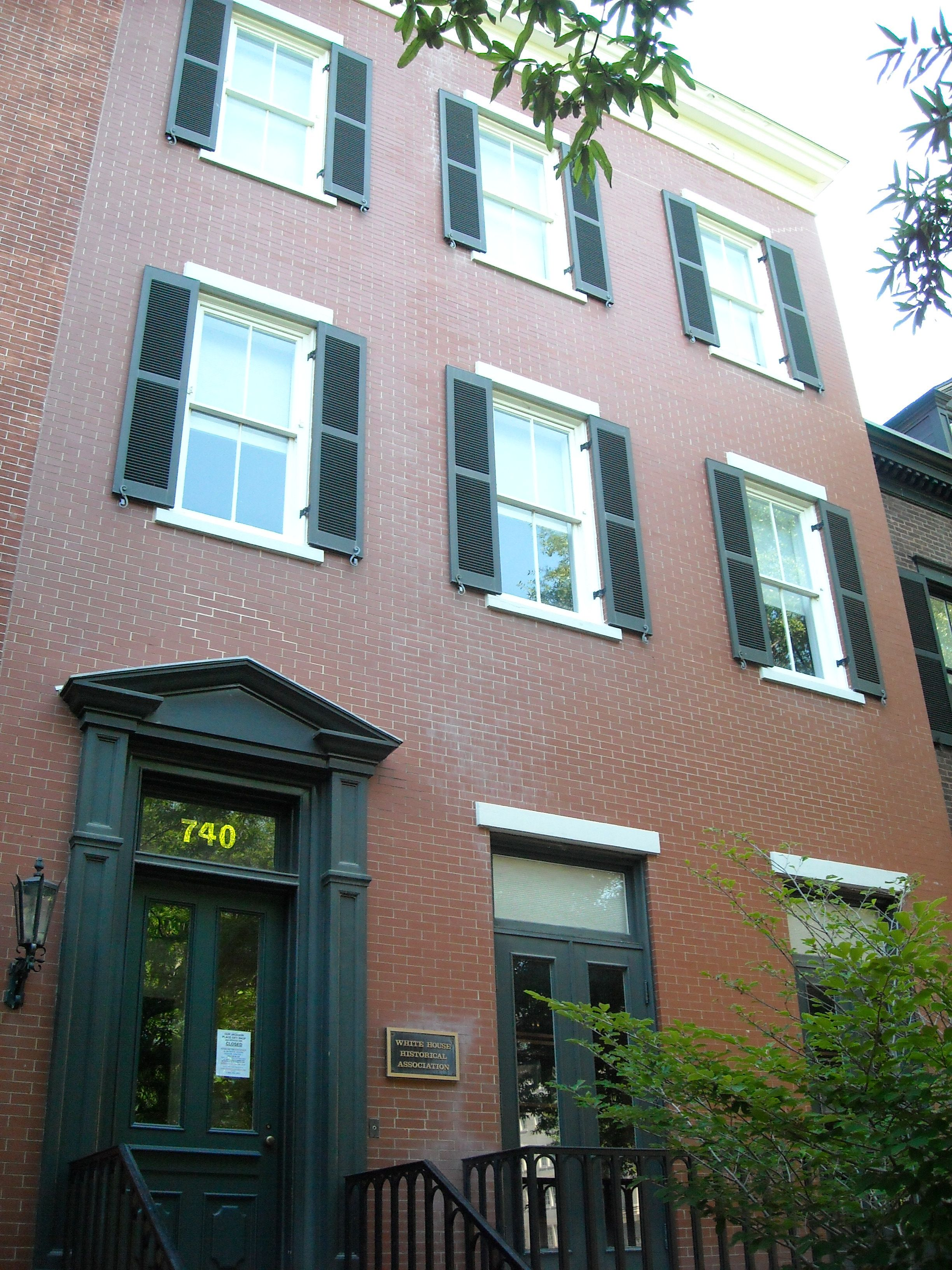
Le bâtiment qui abrite l'association historique de la Maison Blanche sur la Jackson Place à Washington, D.C., à proximité immédiate de la Maison-Blanche.

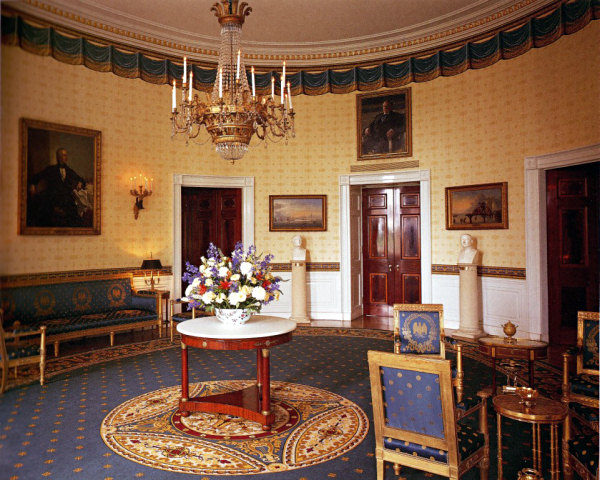
La Blue Room remeublée en 1995 avec les contributions du White House Endowment Trust de l'association historique de la Maison-Blanche.

L'association historique de la Maison-Blanche (White House Historical Association), fondée en 1961 par les efforts de la Première dame Jacqueline Kennedy, est un organisme privé à but non lucratif avec mission de renforcer la compréhension, l'appréciation et le plaisir du public pour la Maison-Blanche, résidence et principal lieu de travail du président des États-Unis.
L'association  travaille avec le National Park Service, le conservateur de la Maison-Blanche, l'huissier en chef de la Maison-Blanche et la famille présidentielle dans l'entretien, la conservation et l'interprétation des pièces d'État historiques de la Résidence exécutive et de manière plus large le complexe de la Maison-Blanche. L'association travaille avec le Comité de préservation de la Maison-Blanche pour identifier et acquérir des objets d'art ou décoratifs tout en conservant l'intégrité historique de la Maison-Blanche. 
Elle publie le guide officiel de la Maison-Blanche et opère le Centre des visiteurs de la Maison-Blanche. Elle produit des livres et des vidéos sur l'histoire, l'architecture et les arts décoratifs de la Maison-Blanche et le journal semi-annuel White House History. L'association parraine des recherches et des travaux universitaires, des séries de conférences, séminaires et expositions sur l'histoire de la Maison-Blanche. 
Les fonds pour l'association de la Maison-Blanche viennent de la vente de publications et de souvenirs ainsi que de contributions privées ou d'entreprises. L'association gère le White House Acquisition Trust (en) et le White House Endowment Trust (en), 2 fonds servant à récolter ces contributions.

## Source
- (en) Cet article est partiellement ou en totalité issu de l’article de Wikipédia en anglais intitulé « White House Historical Association » (voir la liste des auteurs).